# 최무겸
최무겸 (1989년 12월 29일 ~ )은 대한민국의 종합격투기 선수로 대한민국의 종합격투기 단체 로드 FC의 현 페더급 챔피언이다.

## 내력
고등학교 2학년 때 친구들과 합기도 도장에 등록하면서 처음으로 운동과 인연을 맺었다. 당시의 친구들은 모두 몇 일 다니다가 포기하였지만 돈을 냈으니 계속해야 한다는 아버지의 말 때문에 운동을 계속했다. 3개월이 끝날 무렵 체육관 관장의 권유로 킥복싱 대회에 나가 몇번의 승리를 거뒀고 우슈 같은 고전무술에도 파고들며 우슈 국가대표 선발전에 나갔지만 결승전에서 패했다. 이후 다니던 합기도 도장이 문을 닫게 되었고 그 참에 종합격투기로 전향, 혼자 틈틈이 운동하면서 종합격투기 단체 스프릿 MC의 아마추어 대회에 여러번 나갔다. 이 때 입식룰에선 거의 모든 경기를 승리했고 종합격투기 룰 경기에서는 5연패를 했다.
경북과학대학교에 진학하면서 대구에서 자취생활을 시작했다. 그리고 그 곳에서 구미 MMA 이창섭 관장을 만났다. 당시 이창섭은 관장이 아니었고 체육관을 차릴 장소를 물색 중 이었는데 구미에 체육관을 차릴 것을 추천해 줬다. 그렇게 해서 구미 MMA가 처음 생겼고 최무겸도 구미 MMA 소속 선수가 됐다. 첫 경기는 스프릿 MC 프로 무대로 정영삼과의 대결이었는데, KO승을 거뒀지만 바로 군입대 했고, 전역하고서도 한동안 격투계로 돌아오지 않았다. 격투기로 성공한다는 것이 어렵다는 결론 때문이었다. 그래서 떡복이 체인점을 하는 형님 밑에서 1년 정도 일했다. 하지만 장사가 잘 안돼서 대전에 내려가 막노동을 했다. 막노동을 하면서도 살이 찌면 안된다는 생각에 틈틈이 운동은 했다. 그러던 중 지인으로부터 일본에서 시합을 뛸 의향이 있느냐는 제안이 들어왔고 오랜만에 경기도 갖고 싶어 제안을 받아들였다. 하지만 그리 유명하지도 않은 상대를 너무도 힙겹게 이기면서 '역시 격투기는 나와는 맞지 않는다'는 생각을 가지게 된다. 얼마 후 국내 종합격투기 단체 로드 FC에서 첫 경기를 치렀는데, 이 경기에서도 참담한 판정패를 당했다. 상대는 영등포팀파시의 이용재였다. 이 패배는 오히려 그만 두는 것 보다는 제대로 해보자는 욕구를 그에게 느끼게 했고 자신이 레슬링과 주짓수가 부족하다는 것을 절실히 인지하게 만들었다.
자신의 부족한 부분들을 인지하고 고민하던 중 MMA 스토리의 차정환 관장이 떠올라 찾아가게 된다. 그리고 이때부터 훈련과 함께 자신의 부족한 점들을 채워 나갔다. 얼마 후 대만의 종합격투기 단체 Pro FC에서 경기를 가졌는데, 이 경기에서 또 2라운드 KO패를 했다. 그리고 얼마 후 로드 FC에서 가진 정민주와의 대결에선 다행히 판정승 했으나 이어 키자흐스탄의 종합격투기 단체 알라쉬 프라이드에서 가진 경기에서 또 다시 판정패 했다. 그럼에도 자신이 발전해 가고 있다는 것을 느꼈고 얼마 후 국내 종합격투기 단체 로드 FC의 라이트급 챔피언 결정 8강 토너먼트에 출전하는 행운을 갖게 된다. 이 토너먼트 8강전에서 네덜란드의 허벌트 기븐에게 판정승, 그리고 4강에서 부전승 하여 결승에 직행했고, 결승에서 권배용에게 연장 4라운드 판정승을 거두며 페더급 챔피언에 올랐다. 서두원과 가진 1차 방어전에서도 연장 4라운드 끝에 판정승, 승리했다. 하지만 이후 가진 한 체급 아래 챔피언 이윤준과의 논타이틀 매치에선 판정패했다. 2016년 3월 브라질의 말론 산드로를 꺾고 페더급 2차 방어에 성공했다.

## 총 전적

### 종합격투기 전적
| 프로 종합격투기 전적 | 프로 종합격투기 전적 | 프로 종합격투기 전적 | 프로 종합격투기 전적 | 프로 종합격투기 전적 | 프로 종합격투기 전적 | 프로 종합격투기 전적 | 프로 종합격투기 전적 |
| -------------------- | -------------------- | -------------------- | -------------------- | -------------------- | -------------------- | -------------------- | -------------------- |
| 11 시합              | (T)KO                | 항복                 | 판정                 | 실격                 | 그 밖                | 비김                 | 무효                 |
| 7 승                 | 1                    | 0                    | 6                    | 0                    | 0                    | 0                    | 0                    |
| 4 패                 | 1                    | 0                    | 3                    | 0                    | 0                    | 0                    | 0                    |

| 결과 | 경기일자   | 대회                   | 상대              | 종료 라운드(시간) | 승부 방식      | 장소                                                      | 비고                                |
| ---- | ---------- | ---------------------- | ----------------- | ----------------- | -------------- | --------------------------------------------------------- | ----------------------------------- |
| 승   | 2016.03.12 | ROAD FC 029            | 말론 산드로       | 3R 종료           | 판정(전원일치) | 원주치악체육관, 원주시, 강원도, 대한민국                  | 페더급 타이틀 매치: 2차 방어전      |
| 패   | 2014.11.03 | ROAD FC 025            | 이윤준            | 3R 종료           | 판정(3-0)      | 원주치악체육관, 원주시, 강원도, 대한민국                  | 페더급 논타이틀 매치                |
| 승   | 2014.05.17 | ROAD FC 021            | 서두원            | 연장 4R 종료      | 판정(스플릿)   | 장충체육관, 서울특별시, 대한민국                          | 페더급 타이틀 매치: 1차 방어전      |
| 승   | 2013.11.17 | ROAD FC 014            | 권배용            | 연장 4R 종료      | 판정(스플릿)   | 올림픽공원 올림픽홀, 서울특별시, 대한민국                 | 페더급 토너먼트 결승: 챔피언 결정전 |
| 승   | 2014.02.16 | ROAD FC 012            | 허벌트 기븐       | 2R 종료           | 판정(3-0)      | 원주치악체육관, 원주시, 강원도                            | 페더급 토너먼트 8강전               |
| 패   | 2012.12.15 | Alash Pride 2          | 예르잔 에스타노브 | 2R 종료           | 판정(3-0)      | 알마티 센트럴 스타디움, 알마티,카자흐스탄                 | 페더급 매치                         |
| 승   | 2012.07.29 | ROAD FC 010: In Busan  | 정민주            | 2R 종료           | 판정(3-0)      | 벡스코 오디토리움, 부산광역시, 대한민국                   | 페더급 매치                         |
| 패   | 2013.08.31 | PRO FC 7               | 제이제이 앰브로즈 | 2R 04:27 of 3R    | KO(펀치)       | 럭시 컨템포러리 나이트라이프 콤플렉스, 타이페이시, 타이완 |                                     |
| 패   | 2012.03.24 | ROAD FC 007: Recharged | 이용재            | 2R 종료           | 판정(3-0)      | 장충체육관, 서울특별시, 대한민국                          | 라이트급 매치                       |
| 승   | 2011.12.17 | Heat 20                | 나카지마 다이치   | 3R 종료           | 판정(3-0)      | 디퍼 아리아케, 도쿄, 일본                                 |                                     |
| 승   | 2008.06.29 | Spirit MC 17: All In   | 정영삼            | 1R 02:49 of 2R    | TKO(파운딩)    | 장충체육관, 서울특별시, 대한민국                          | 웰터급 매치                         |